# Carex poculisquama
Carex poculisquama är en enhjärtbladig växtart som beskrevs av Georg Kükenthal. Carex poculisquama ingår i släktet starrar och familjen halvgräs. Inga underarter finns listade i Catalogue of Life.